# Xilence
A Xilence Technology Co., Ltd. tajvani székhelyű, hardverek gyártásával foglalkozó cég. A vállalat székhelye Tajpejben van, de vezetői Németországban, Hamburgban dolgoznak. Elsődleges profiljuk a különböző tuning és modding kiegészítők gyártása, mint hűtők, számítógépházak, tápegységek.

## Története
A cég 1996-ban alakult, 2005 óta gyárt Xilence márkanéven termékeket. Bár európai székhelyű, a gyárai Kínában vannak.
Termékpalettája igen tág, melyen elsősorban moddereknek szánt termékek találhatók meg: különböző méretű (80, 92 és 120 mm átmérőjű) ventilátorok, egyes modellek még ledekkel is színesítve vannak. Továbbá processzor-, videókártya-, északi híd-, HDD-hűtőket, különböző zajcsökkentő kiegészítőket is gyárt a Xilence, valamint minőségi számítógép-házakat egyedi hűtési megoldásokkal. Ezek közös jellemzője, hogy más gyártók termékeitől eltérően fekete, illetve piros festést kaptak.
Széles a tápegység kínálatuk: a leggyengébb 350 W-os, legerősebb pedig  1000 W teljesítményű. A nagyobb teljesítményű tápegységek közül több Gaming Edition címkét kapott, ezek két PCI-E csatolóval rendelkeznek, a kétkártyás (SLI, CrossFire) rendszert építőknek. A tápok elektronikája nem saját gyártmány, beszállítójuk a Macron.

## Külső hivatkozások
- A Xilence magyarországi weboldala
- A Xilence magyarországi forgalmazójának weboldala
- A Xilence hivatalos weboldala
- Xilence termékek bemutatása a Radikalmodon